# Cucumaria koreaensis
Cucumaria koreaensis is een zeekomkommer uit de familie Cucumariidae.
De wetenschappelijke naam van de soort werd in 1898 gepubliceerd door Hjalmar Östergren.